# Jennifer Ferguson
Jennifer Kestis Ferguson (* 8. Januar 1961 in Ermelo, Südafrikanische Union) ist eine südafrikanische Singer-Songwriterin, Pianistin und Friedensaktivistin.

## Leben
Im Alter von vier Jahren zog Jennifer Ferguson nach Johannesburg. 1970 bis 1979 lernte sie Klavier spielen. 1979 studiert sie Journalismus an der Rhodes University, 1980 bis 1982 studierte sie Englisch, Theater und Psychologie an der University of Cape Town, wo sie einen Bachelor of Arts erwarb. Sie wurde zur Musikerin und Anti-Apartheid-Aktivistin, deren Lieder im staatlichen südafrikanischen Rundfunk nicht gespielt werden durften. So machte sie sich allein durch zahlreiche Auftritte, vor allem in den urbanen Gebieten Südafrikas, einen Namen. Viele ihrer Texte sind kritisch. So beschreibt sie im Lied Letters to Dickie die Gefühle einer einfachen, jungen Frau, deren Freund als Soldat am Feldzug gegen Angola teilnimmt. Andere Lieder zeichnen sich durch eine bildreiche, poetische Sprache aus.
1985 veröffentlichte sie die Langspielplatte Hand Around the Heart, das unter anderem Letters to Dickie und das sarkastische Suburban Hum enthält. 1986 erschien der Song Suburban Hum auf einer Langspielplatte mit dem ironischen Titel Forces Favorites, mit der die End Conscription Campaign unterstützt wurde, die gegen die Wehrpflicht in Südafrika kämpfte. 1989 erschien Fergusons Album Untimely.
1994 wurde sie bei den ersten Parlamentswahlen nach dem Ende der Apartheid als Mitglied des African National Congress in das südafrikanische Parlament gewählt. 1997 gab sie ihr Mandat auf, um sich wieder der Musik zu widmen. Sie heiratete 1996 den schwedischen Komponisten Anders Nyberg (* 1955), mit dem sie drei Kinder hat. Sie leben abwechselnd in Schweden und Südafrika. Dort gründeten sie das Peace of Music Centre im Johannesburger Stadtteil Troyeville. Ziel ist vor allem die Förderung von Kindern durch Musik und andere kulturelle Aktivitäten.
Seit 2000 gibt Ferguson wieder verstärkt Konzerte. 2001 wurde sie in die South African Sarral Composers Hall of Fame aufgenommen. In den 2010er Jahren tritt sie gelegentlich in Schweden auf und veröffentlicht Stücke. 2014 nahm sie mit Rickard Åström das Album The Forgotten Song auf. Daneben arbeitet sie unter anderem als Komponistin und Stimmtherapeutin.
Im Oktober 2017 beschuldigte Ferguson den ehemaligen Fußballfunktionär und Politiker Danny Jordaan, sie vor 24 Jahren vergewaltigt zu haben. Sie sagte, die #MeToo-Kampagne habe sie inspiriert, sich zu äußern. Jordaan bestritt die Behauptung.

## Diskografie
- 1985: Hand Around the Heart (Shifty Music)
- 1989: Untimely (Shifty Music)
- 2014: The Forgotten Song (Peace of Music)